# تشاتكوة بهرام بيغي (باتاوة)
تشاتكوة بهرام بيغي (بالفارسية: چاتکوه بهرام بیگی) هي قرية تقع في إيران في قسم باتاوة الريفي. يقدر عدد سكانها بـ 50 نسمة بحسب إحصاء 2016.